# Hypoptopoma
Hypoptopoma ist eine Gattung in der Familie der Harnischwelse (Loricariidae) von der bisher 15 Arten beschrieben wurden. Der wissenschaftliche Name setzt sich aus dem griechischen hypo = „unter“, optoma = „sehen“ und poma = „Deckel/Kiemendeckel“ zusammen. Die deutsche Bezeichnung lautet Riesen-Ohrgitterharnischwelse. Je nach Art werden Gesamtlängen zwischen 3,5 und 10,5 cm erreicht.

## Merkmale
Hypoptopoma unterscheidet sich u. a. durch eine lateral verbreiterte Nackenplatte von anderen Gattungen der Harnischwelse. Nur Hypoptopoma und die Gattung Oxyropsis (etwa Oxyropsis carinata, früher Hypoptopoma carinatum) haben zudem im Vergleich zu anderen Harnischwelsen einen stark abgeflachten Kopf mit ventrolateral positionierten, hervorstehenden und somit von der Körperunterseite aus sichtbaren Augen.

## Verbreitung und Lebensraum
Hypoptopoma sind weit verbreitet im Amazonasbecken, darüber hinaus kommen sie auch im Orinokobecken, dem Guayanaschild und südlich bis zum Rio de la Plata Becken vor. Sie leben in Fließgewässern (häufig in Weisswasserflüssen) mit schlammigen bis sandigen Böden und geringer Vegetation.  Dort haften sie mit ihrem Saugmaul an Wurzeln, Ästen, Stängeln und Blättern der im Wasser stehenden oder ins Wasser ragenden Ufervegetation.

## Ernährung
Hypoptopoma ernähren sich von pflanzlichem und tierischen Aufwuchs, den sie mit ihrem Saugmaul abweiden.

## Fortpflanzung
Über das Balzverhalten liegen keine zuverlässigen Informationen vor. Hypoptopoma-Paare laichen auf glatten festen Oberflächen eine geringe Zahl etwa 1 mm großer hellgrüner Eier, die in Reihen abgelegt werden, Aus den vom Männchen aktiv bewachten Eiern schlüpfen nach circa drei Tagen etwa 3 mm große Larven, die über einen hellgrünen Dottersack verfügen. Die Larven kleben zunächst weiter an der Schlupfstelle, die sie nach weiteren 24 Stunden durch zappelnde Schwimmbewegungen verlassen. Mit dem Freischwimmen endet die Brutpflege.

## Systematik
- Hypoptopoma baileyi Aquino & Schaefer, 2010
- Hypoptopoma bianale Aquino & Schaefer, 2010
- Hypoptopoma brevirostratum Aquino & Schaefer, 2010
- Hypoptopoma elongatum Aquino & Schaefer, 2010
- Hypoptopoma guianense Boesemann, 1974
- Hypoptopoma gulare Cope, 1878
- Hypoptopoma incognitum Aquino & Schaefer, 2010
- Hypoptopoma inexspectatum (Holmberg, 1893)
- Hypoptopoma machadoi Aquino & Schaefer, 2010
- Hypoptopoma muzuspi Aquino & Schaefer, 2010
- Hypoptopoma psilogaster Fowler, 1915
- Hypoptopoma spectabile (Eigenmann, 1914)
- Hypoptopoma steindachneri Boulenger, 1895
- Hypoptopoma sternoptychum (Schaefer, 1996)
- Hypoptopoma thoracatum Günther, 1868